# Notiobiella lichicola
Notiobiella lichicola är en insektsart som beskrevs av C.-k. Yang och Liu 2002. Notiobiella lichicola ingår i släktet Notiobiella och familjen florsländor. Inga underarter finns listade i Catalogue of Life.